# Greatest Love Songs Vol. 666
Greatest Love Songs Vol. 666 este albumul de debut al formației finlandeze HIM. Este produs de Hiili Hiilesmaa, care a produs de asemenea 666 Ways to Love: Prologue.

## Melodii
1. For You (Intro)
2. Your Sweet Six Six Six
3. Wicked Game (cover Chris Isaak)
4. The Heartless
5. Our Diabolikal Rapture
6. It's All Tears (Drown In This Love)
7. When Love and Death Embrace
8. The Beginning Of The End
9. (Don't Fear) The Reaper (cover Blue Öyster Cult)